# Печка, Францишек
Шаблон:Значение
Франци́шек Максими́лиан Пе́чка (пол. Franciszek Maksymilian Pieczka; 18 января 1928, Годув, Водзиславский повят — 23 сентября 2022, Варшава) — польский актёр театра и кино. На территории бывшего СССР наиболее известен исполнением роли Густлика в сериале «Четыре танкиста и собака».

## Биография
Родился в семье крестьянина. Отучившись год в техникуме на электротехническом факультете уехал в столицу, где поступил в театральную школу.
Окончил Высшее государственное театральное училище (Варшава) в 1954 году. В том же году сыграл свою первую роль (немец-патрульный в первой картине Анджея Вайды «Поколение»). Начал свою театральную карьеру с театра в городе Еленя-Гура. Выступал в краковском Народном театре, в 1970 году перебрался в Варшаву. В 1974—2015 — актёр варшавского Театра Повшехны.

## Карьера в кино
Францишек Печка снялся более чем в ста фильмах. Дебютировав у Вайды, он снялся в его фильмах ещё дважды; особенно сочной оказалась роль туповатого нувориша Мюллера в «Земле обетованной», благодаря которой социальная драма обогатилась комической струёй. Печка снимался и у других ведущих мастеров польского кино. Приняв участие на заре своей карьеры в фильме «Мать Иоанна от ангелов» Кавалеровича, он затем сыграл одну из лучших своих ролей в картине того же автора «Аустерия», а в экранизации романа Сенкевича «Камо грядеши?» Кавалерович доверил актёру роль апостола Петра. Правда, эту роль, как и фильм в целом, критика оценила неоднозначно.
Кшиштоф Кесьлёвский снял Печку в своей первой игровой картине — «Шрам». Кроме того, он снимался в таких значительных достижениях польского и европейского кино, как «Рукопись, найденная в Сарагосе» Войцеха Ежи Хаса, «Жемчужина в короне» и «Бусинки одних чёток» Казимежа Куца, «Будапештские рассказы» Иштвана Сабо, «Мама Круль и её сыновья» Януша Заорского.

### Популярность в СССР
Актёр снимался в советско-польском фильме «Легенда», а также в эпопее Юрия Озерова «Освобождение», где выступил в роли сержанта Пелки, сыграв вместе с Барбарой Брыльской. Но особой популярностью пользовался сериал «Четыре танкиста и собака», в котором Печка исполнил одну из главных ролей — весельчака и силача танкиста Густлика.

## Избранная фильмография
- 1954 Поколение, реж. Анджей Вайда — патрульный
- 1958 Галоши счастья, реж. Антони Бохдзевич — медбрат в психиатрической больнице
- 1960 Мать Иоанна от ангелов, реж. Ежи Кавалерович — Одрин
- 1961 Апрель, реж. Витольд Лесевич — Анклевич
- 1962 Голос с того света, реж. Станислав Ружевич — крестьянин
- 1963 Их день обычный (в советском прокате История одной ссоры), реж. Александр Сцибор-Рыльский — Даныш
- 1963 Крещённые огнём, реж. Ежи Пассендорфер — Юзеф Почобутт
- 1964 Рукопись, найденная в Сарагосе, реж. Войцех Хас — Пачеко
- 1965 Вальковер, реж. Ежи Сколимовский — организатор соревнований
- 1966 Четыре танкиста и собака, реж. Конрад Наленцкий — Густлик
- 1967 Где третий король?, реж. Рышард Бер — Марчак, реставратор картин
- 1968 Освобождение, реж. Юрий Озеров — сержант Пелка
- 1968 Житие Матеуша[англ.], реж. Витольд Лещиньский[англ.] — Матеуш
- 1970 Польский альбом, реж. Ян Рыбковский — Франек
- 1970 Легенда, реж. Сильвестр Хенциньский — ксендз
- 1970 Гидрозагадка, реж. Анджей Кондратюк — моряк
- 1971 Беспокойный постоялец, реж. Ежи Зярник — улыбающийся сыщик
- 1971 Жемчужина в короне, реж. Казимеж Куц — Губерт Серша
- 1972 Свадьба, реж. Анджей Вайда — Чепец
- 1972 Стеклянный шар, реж. Станислав Ружевич — «Король жизни»
- 1972 Капризы Лазаря, реж. Януш Заорский — солтыс
- 1973 Мужики, реж. Ян Рыбковский — священник
- 1974 Земля обетованная, реж. Анджей Вайда — Мюллер
- 1974 Первый правитель, реж. Ян Рыбковский — Мрокота
- 1974 Потоп, реж. Ежи Гофман — Кемлич
- 1976 Шрам, реж. Кшиштоф Кесьлёвский — Стефан Беднаж, директор комбината
- 1976 Будапештские рассказы, реж. Иштван Сабо — пассажир в трамвае
- 1979 Белая мазурка (в советском прокате Прощальная мазурка), реж. Ванда Якубовская — Валерий Врублевский
- 1979 Форпост, реж. Зыгмунт Сконечны — Юзеф Слимак
- 1979 Бусинки одних чёток, реж. Казимеж Куц — Ежи, сын Хабрыки
- 1981 Коноплянка, реж. Витольд Лещиньский[англ.] — дед
- 1982 Аустерия, реж. Ежи Кавалерович — хозяин корчмы
- 1982 Мама Круль и её сыновья, реж. Януш Заорский — Цига
- 1983 Верная река, реж. Тадеуш Хмелевский — Щепан
- 1985 Девушки из Новолипок, реж. Барбара Сасс — Моссаковский, отец Бронки
- 1985 Дневник грешника, реж. Войцех Хас — Лёган
- 1990 Похороны картофеля реж. Ян Якуб Кольский — Матеуш Шевчук
- 1992 Эскадрон, реж. Юлиуш Махульский — Блажей
- 1994 Спасибо за каждое новое утро, реж. Милан Штайндлер — Степан Гакундак, поэт
- 2001 Камо грядеши?, реж. Ежи Кавалерович — Апостол Пётр
- 2006 Жасмин, реж. Ян Якуб Кольский — Святой Рох
- 2006—2016 Ранчо, реж. Войцех Адамчик — Стахо Япыч

## Награды
- Орден Белого орла (11 ноября 2017 года)[8]
- Большой крест ордена Возрождения Польши (13 января 2011 года)[9]
- Командор со звездой ордена Возрождения Польши (5 января 1998 года)[10]
- Кавалер ордена Возрождения Польши (1975 год)[11]
- Золотой крест Заслуги (1974 год)
- Золотая медаль «За заслуги в культуре Gloria Artis» (2008 год)[источник не указан 586 дней]
- Заслуженный деятель культуры Польши (1980 год)
- Премия имени Норвида